# Wilhelm von Gonzenbach

Wilhelm von Gonzenbach

Viktor Wilhelm «Willi» von Gonzenbach (* 7. April 1880 in St. Gallen; † 16. Oktober 1955 in Zürich) war ein Schweizer Mediziner und Politiker der LdU. 

## Leben und Wirken
Wilhelm von Gonzenbach war ein Sohn des Kaufmanns Karl Heinrich Louis von Gonzenbach und der Maria Margaretha Sophia, geb. Mayer. Bis 1908 studierte er in München und Zürich Medizin. Auf Grund der Folgen einer Kinderlähmung konnte er keine Tätigkeit als praktizierender Arzt aufnehmen, daher wandte er sich der Bakteriologie zu.
Er war 1914 bis 1920 Privatdozent an der Universität Zürich und von 1920 bis 1950 Professor für Hygiene und Bakteriologie an der ETH Zürich sowie Dozent an der Sozialen Frauenschule Zürich. Von 1920 bis 1955 war er Redakteur der Zeitschrift Gesundheit und Wohlfahrt. Er übte von 1939 bis 1947 das Mandat eines LdU-Kantonsrates des Kantons Zürich aus und arbeitete dabei eng mit Gottlieb Duttweiler zusammen. In den Jahren des Zweiten Weltkriegs unterstützte das Ehepaar Willi und Rita von Gonzenbach durch das Nazi-Regime in Not geratene Emigranten wie Hugo Wolfgang Philipp, den sie 1938 in Florenz kennengelernt hatten.
Er heiratete am 21. Juli 1914 in Zürich die in Pallanza geborene Margherita («Rita») Serena Frenkel (1891–1972), Tochter des Arztes und Neurologen Heinrich Simon Frenkel (1860–1931), einer der Pioniere der neurologischen Rehabilitation.
Die 1916 geborene Fotografin Ellinor von Gonzenbach war ihre Tochter. Sie war ab 1942 mit dem Landesplaner Rolf Meyer von Gonzenbach (1910–1982) verheiratet.
Auch die Archäologin Victorine von Gonzenbach (Clairmont-von Gonzenbach; 1921–2016), die ab 1959 mit Christoph W. Clairmont (1924–2004) verheiratet war, war eine Tochter.
Wilhelm von Gonzenbach und seine Familie wohnten in Zürich im selben Haus wie Albert Einsteins Ex-Frau Mileva mit ihren Söhnen. Daher ist aus dieser Zeit der 1920er noch Korrespondenz zwischen Albert Einstein und der Familie von Gonzenbach erhalten und ediert. Gegen Ende des Lebens von Mileva Einstein, 1948, war Rita von Gonzenbach eine sehr enge Vertraute.